# Bulwar nad Rawą
Bulwar nad Rawą, Bulwar Rawy – bulwar nadrzeczny w Katowicach nad rzeką Rawą prowadzący od Śródmieścia do Zawodzia, mający charakter uporządkowany od ulicy Bankowej (kampus Uniwersytetu Śląskiego w Katowicach) wzdłuż kampusu Uniwersytetu Ekonomicznego w Katowicach do przepustu pod ulicą Bagienną (DK79). Jako uporządkowany teren rekreacyjny istniał w XIX i XX w.; po degradacji ponownie rewitalizowany począwszy od 2008 roku;
Bulwary Rawy za sprawą Uniwersytetu Śląskiego w Katowicach stały się jednym z miejsc Śląskiego Festiwalu Nauki, w ramach którego wykonywana została także rewitalizacja artystyczna.

## Historia rewitalizacji

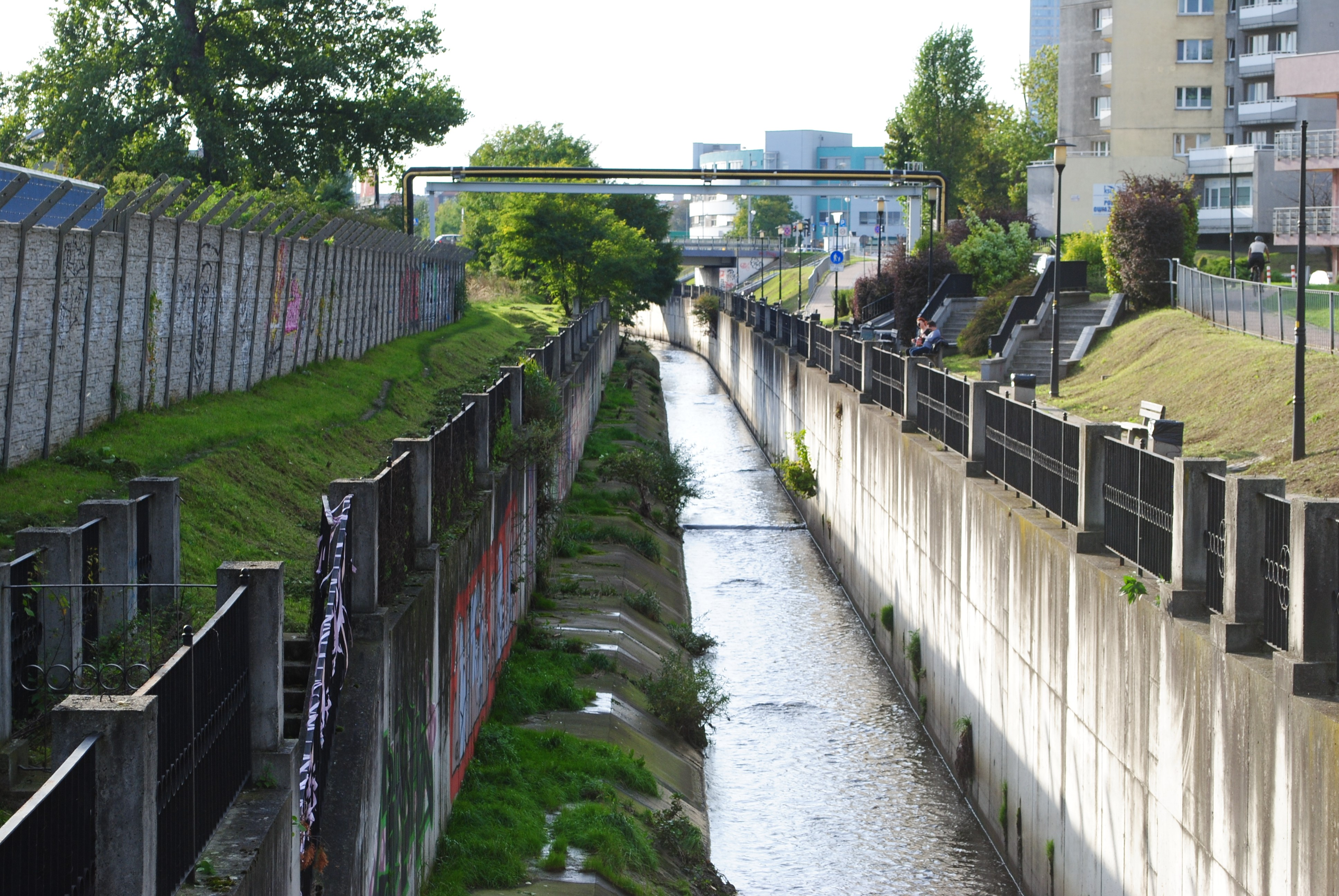
Bulwary Rawy na wysokości os. W. Roździeńskiego w Zawodziu

Przebudowa i rewitalizacja Bulwarów Rawy była realizowana przez wiele lat z przerwami. Po okresie PRL pierwsza rewitalizacja Bulwaru miała miejsce w latach 90. XX w. Brak utrzymania oraz zanieczyszczenie samej rzeki Rawy przyczynił się do ponownej degradacji. Ponowna rewitalizacja Bulwaru na najbardziej znanym odcinku w Bogucicach miała miejsce na przełomie 2008 i 2009 roku. Od 2010 roku przystąpiono do kolejnego etapu: wycinano krzaki i drzewa, odmulano koryto rzeki i remontowano kładki, powstały chodniki, drogi rowerowe i nowe ławki. W 2011 został opublikowany projekt rewitalizacji Bulwaru na odcinku śródmiejskim od ul. Moniuszki do Rynku; Projekt ten został zarzucony przez miasto bez widocznych efektów końcowych. W 2013 pojawiła się koncepcja odkrycia Rawy przy Rynku i wytyczenia bulwarów na tym odcinku w pełnym znaczeniu, a także połączenie odnowioną trasą Zawodzia do centrum. Miały zostać odświeżone ściany przylegających budynków, a w miejscu wyburzonej kamienicy miał pojawić się drogi rowerowe i trakty spacerowe, według zapowiedzi rzecznika UM Katowice Jakuba Jarząbka. W 2012 przebudowano brzeg Rawy na odcinku od ulicy J. Dudy-Gracza w kierunku Zawodzia. Dwa lata później, gdy zakończyła się budowa biblioteki akademickiej CINiBA, przystąpiono do budowy bulwarów na kolejnym odcinku między ulicą Dudy-Gracza a Bankową. Wówczas przebudowano 350 metrowy odcinek nabrzeża rzeki za 3,1 mln zł. Koryto rzeki wzdłuż Bulwaru zabetonowano, chodniki wyłożono kostką betonową. W 2014 ówczesny prezydent Katowic Piotr Uszok wstrzymał rewitalizację na odcinku od ul. Bankowej do al. W. Korfantego.
W 2015 opublikowano projekt rewitalizacji Bulwaru od ul. Bankowej do al. W. Korfantego, czyli do Rynku w Katowicach. W 2017 rozpoczęto sprzątanie bulwarów. Wiosną 2018 rozpoczęło się kompleksowe oczyszczanie koryta rzeki. W 2021 zakończony oczyszczanie i uporządkowywanie koryta rzeki. Zostały też odnowione ławki i mała architektura. W ramach Budżetu Obywatelskiego miasta Katowice w projekcie „Rawa – to nasza sprawa! Remont części bulwarów Rawy około ulic Bohaterów Monte Cassino i Saint Etienne” L3/03/VIII w 2022 ogłoszono przetarg na remont bulwaru od ul. Bohaterów Monte Cassino na wschód wzdłuż ul. Saint Etienne. W lutym 2022 za sprawą Jagody Woźny w ramach Śląskiego Festiwalu Nauki część Bulwary Rawy została zaadaptowana artystycznie. We wrześniu 2022 na kampusie Uniwersytetu Śląskiego w Katowicach odbywał się proces prototypowania urbanistycznego, czego efektem ma być zmiana przestrzeni wokół Rawy. Projekt został nominowany do nagrody Komisji Europejskiej Mobility Action. W 2022 rozpoczęła się budowa budynków nad rzeką w dzielnicy Załęże pomiędzy ulicami Żelazną i Grundmana, która ma obejmować również rewitalizację okolicy samej rzeki.

## Projekty architektoniczne

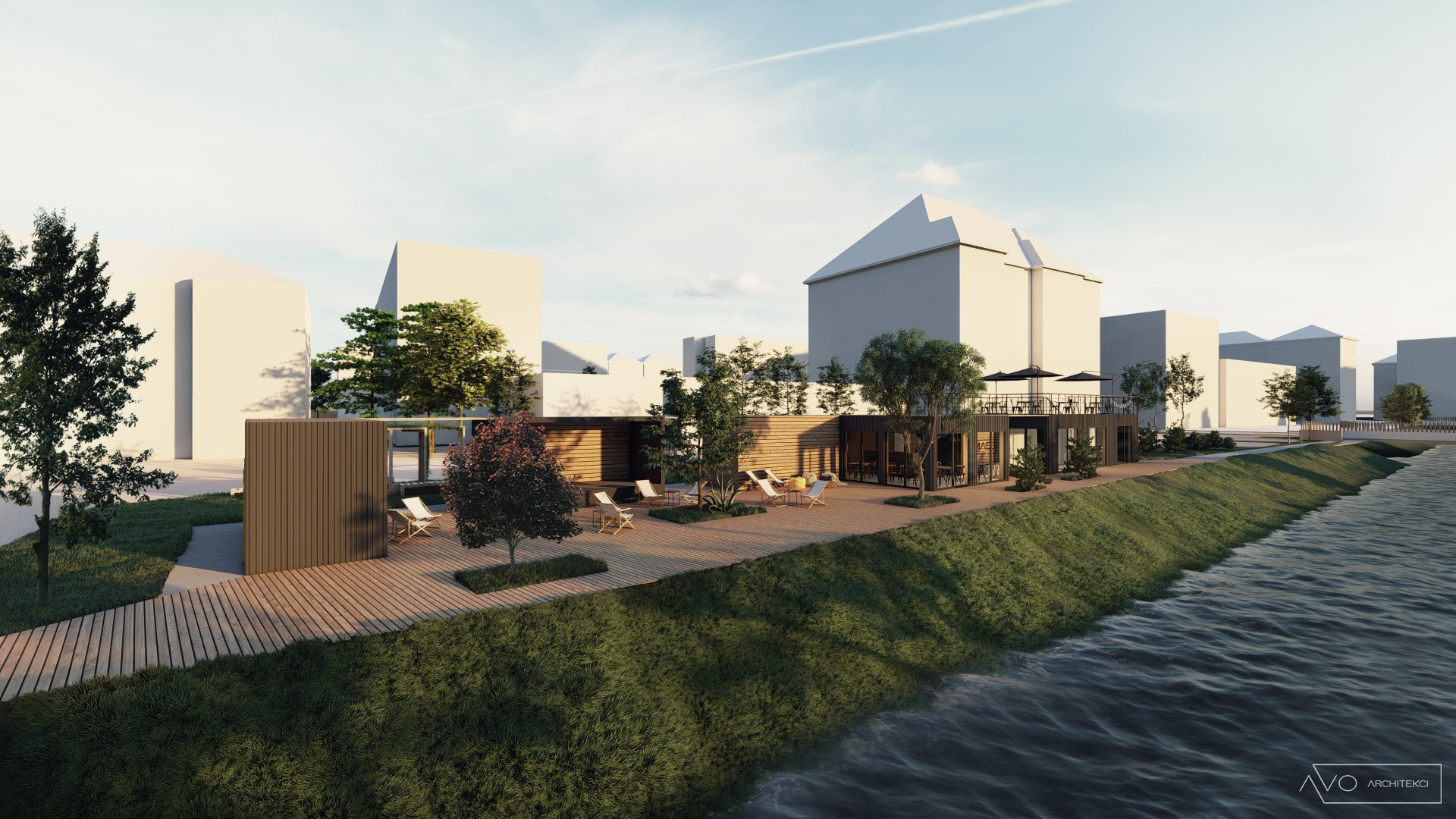
Jeden z projektów rewitalizacji Bulwaru

Bulwar Rawy w Katowicach jest przedmiotem dość licznych projektów rewitalizacji. W 2013 powstał projekt w ramach pracy dyplomowej. W 2015 oficjalny projekt rewitalizacji opublikowało miasto Katowice. W 2018 projekt od studia Konior dla kampusu uniwersyteckiego, którego istotną częścią jest rewitalizacja Bulwaru. W 2020 Pracownia architektoniczna AVO Architekci opublikowała pomysł budowy rekreacyjnej i wypoczynkowej strefy nad Rawą. Projekt stworzony został dla okolic kampusu Uniwersytetu Śląskiego i uzyskał poparcie Uniwersytetu Śląskiego w Katowicach.

## Transport rowerowy

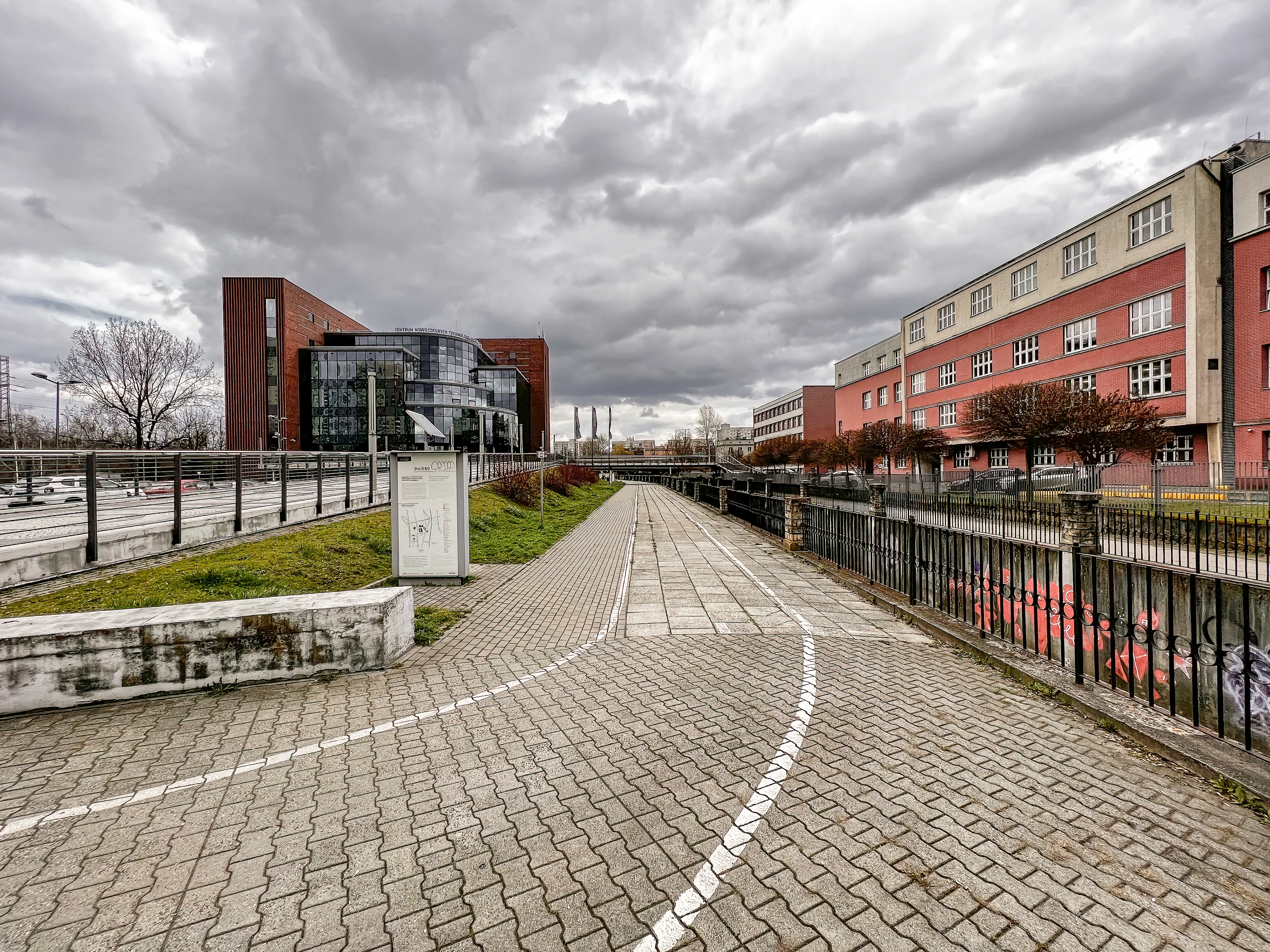
Droga rowerowa przez Bulwar Rawy w rejonie kampusu Uniwersytetu Ekonomicznego w Katowicach

Przez Bulwar Rawy przebiega część trasy rowerowej nr 1 od ul. Bankowej do ul. Murckowskiej (DK86). Na tym odcinku jest poprowadzona droga rowerowa; W większości jest to droga bezkolizyjna prowadząca wzdłuż koryta rzeki przebiegając pod mostami nad rzeką. Od ul. Murckowskiej (DK86) do ul. Bohaterów Monte Cassino jest to chodnik z dopuszczonym ruchem rowerowym. Droga posiada na tym odcinku wybudowane specjalnie zjazdy dla rowerów dla ul. Murckowskiej oraz dla ul. Bohaterów Monte Cassino.
W 2022 została zapowiadana przez miasto Katowice budowa połączenia rowerowego do Sosnowca wykorzystującego Bulwar Rawy. Metropolia GZM będąca odpowiedzialna za prace koncepcyjne i finansowanie przewiduje wykorzystanie Bulwaru jako elementu velostrady GZM nr 1 zapewniającej połączenie Katowic i Sosnowca przez Zawodzie, Burowiec i Borki.